# Ikuma Sekigawa
Ikuma Sekigawa (japanisch 関川 郁万, Sekigawa Ikuma; * 13. September 2000 in Tokio, Präfektur Tokio) ist ein japanischer Fußballspieler.

## Karriere
Ikuma Sekigawa erlernte das Fußballspielen in der Schulmannschaft der RKU Kashiwa High School. Seinen ersten Vertrag unterschrieb er 2019 bei den Kashima Antlers. Der Verein aus Kashima spielt in der höchsten Liga des Landes, der J1 League.